# (8257) Andycheng
(8257) Andycheng (1982 HO1) – planetoida z pasa głównego asteroid okrążająca Słońce w ciągu 3,29 lat w średniej odległości 2,21 au. Odkryta 28 kwietnia 1982 roku.